# Chemin de fer du sud du Nouveau-Brunswick

Le chemin de fer apparaît en jaune sur cette carte du Nouveau-Brunswick.

Le Chemin de fer du sud du Nouveau-Brunswick ou New Brunswick Southern Railway et sa filiale Eastern Maine Railway (Sigles de l'AAR: NBSR et EMR) opèrent un réseau de 189 miles de voies appartenant auparavant au Canadien Pacifique entre Saint John et Brownville Junction, au Maine.

## Histoire
Le chemin de fer appartient à Irving. Les opérations débutèrent en 1994. Le siège social est situé à Saint John.